# 朝霞市議会
朝霞市議会（あさかしぎかい）は、埼玉県朝霞市に設置されている地方議会である。

## 概要
- 定数：24人
- 任期：2023年12月18日 - 2027年12月17日
- 選挙区：市全体を1選挙区とする大選挙区制（単記非移譲式）
- 議長：岡﨑和広（公明党）
- 副議長：福川鷹子（あさか未来）

## 運営

### 会期
朝霞市議会の定例会は、毎年3月、6月、9月及び12月に招集され、その他にも必要に応じて臨時会が開催される。

## 会派
| 会派名         | 議席数 | 議員名（◎は代表）                                                           |
| -------------- | ------ | --------------------------------------------------------------------------- |
| あさか未来     | 8      | ◎田原亮、小池貴訓、福川鷹子、西明、飯倉一樹、高堀亮太郎、兼本尚昌、渡部竜二 |
| 進政会         | 6      | ◎野本一幸、石原茂、陶山憲雅、獅子倉晴樹、ごん純一、増田ともみ               |
| 公明党         | 5      | ◎利根川仁志、駒牧容子、宮林智美、遠藤光博、岡﨑和広                         |
| 立憲・歩みの会 | 2      | ◎黒川滋、本田麻希子                                                         |
| 無所属         | 3      | 田辺淳、外山麻貴、石川啓子                                                  |
| 計             | 24     |                                                                             |

※2023年12月18日現在

## 歴代議長・副議長
| 在任期間                       | 議長         | 議長       | 副議長       | 副議長     |
|                                | 議長名       | 会派名     | 議長名       | 会派名     |
| ------------------------------ | ------------ | ---------- | ------------ | ---------- |
| 1967年3月15日～1967年12月17日  | 稲山十四助   |            | 小池又八     |            |
| 1967年12月20日～1971年12月17日 | 稲山十四助   |            | 中村夘佐吉   |            |
| 1971年12月18日～1975年4月1日   | 稲山十四助   |            | 岡野義一     |            |
| 1975年4月1日～1975年6月5日     | 稲山十四助   |            |              |            |
| 1975年6月6日～1975年12月17日   | 稲山十四助   | 小池又八   |              |            |
| 1975年12月18日～1979年12月17日 | 石原武寿郎   |            | 小寺貞安     |            |
| 1979年12月18日～1981年12月17日 | 石原武寿郎   |            | 比留間昭男   |            |
| 1981年12月18日～1983年12月17日 | 高橋隆二     |            | 岡村栄之助   |            |
| 1983年12月20日～1985年12月20日 | 富岡武三郎   |            | 塩味昌弘     |            |
| 1985年12月20日～1987年12月17日 | 小寺貞安     |            | 稲生米蔵     |            |
| 1987年12月18日～1989年12月6日  | 比留間昭男   | 自民クラブ | 斉藤忠       | 公明党     |
| 1989年12月6日～1991年12月17日  | 塩味昌弘     | 進政会     | 中尾陽之助   | 公明党     |
| 1991年12月18日～1993年12月1日  | 高橋健一     | 進政会     | 有森富太郎   | 公明党     |
| 1993年12月1日～1995年12月17日  | 高橋健一     | 進政会     | 峯岸恒男     | 進政会     |
| 1995年12月18日～1997年12月17日 | 辻勝         | 進政会     | 波澄哲夫     | 公明党     |
| 1997年12月18日～1998年3月15日  | 陶山憲秀     | 進政会     | 三田一義     | 公明党     |
| 1998年3月16日～1998年3月22日   | 陶山憲秀     | 進政会     |              |            |
| 1998年3月23日～1999年12月17日  | 陶山憲秀     | 進政会     | 有森富太郎   | 公明党     |
| 1999年12月18日～2001年12月21日 | 石原茂       | 進政会     | 篠原逸子     | 公明党     |
| 2001年12月21日～2003年12月17日 | 浅川万次郎   | 進政会     | 森山憲男     | 公明党     |
| 2003年12月18日～2005年12月20日 | 篠原逸子     | 公明党     | 獅子倉千代子 | 拓政会     |
| 2005年12月20日～2007年12月17日 | 野本一幸     | 進政会     | 小池正訓     | 民主クラブ |
| 2007年12月18日～2009年12月21日 | 陶山憲秀     | 進政会     | 小池正訓     | 明政会     |
| 2009年12月21日～2011年12月17日 | 陶山憲秀     | 進政会     | 利根川仁志   | 公明党     |
| 2011年12月18日～2013年12月18日 | 利根川仁志   | 公明党     | 大橋正好     | 進政会     |
| 2013年12月18日～2015年12月17日 | 利根川仁志   | 公明党     | 佐野昌夫     | 明政会     |
| 2015年12月18日～2019年12月17日 | 野本一幸     | 輝政会     | 船本祐志     | 絆         |
| 2019年12月18日～2021年12月20日 | 石原茂       | 輝政会     | 岡崎和広     | 公明党     |
| 2021年12月20日～2023年12月17日 | 獅子倉千代子 | 輝政会     | 福川鷹子     | 輝政会     |
| 2023年12月18日～               | 岡﨑和広     | 公明党     | 福川鷹子     | あさか未来 |

所属会派名は、就任時のもの。

## 沿革
1955年
- 朝霞町と内間木村が合併、新たに朝霞町が発足。合併特例で両町村議会の議員の任期を1年延長。
- 12月　朝霞町議会、任期を残して自主解散。

1962年
- 市制施行で朝霞市議会に。

1988年
- 7月18日　市長選を前に、最大会派「自民クラブ」18人が分裂、進政会9人、自民政和会5人、自民クラブ3人、無所属1人となる。1991年改選後、自民クラブと自民政和会の一部が合流、自民拓成会に。

1994年
- 田辺淳、日本社会党を離党。

1995年
- 12月18日　改選後新議会で上田清司系の保守系新人で新風会結成。

2007年
- 12月2日 - 朝霞市議会議員選挙投開票。定数24。投票率38.45％。保守系無所属の神谷大輔がトップで当選した。

会派は、拓成会が交渉会派の要件を満たさず解消。
2011年
- 3月31日　野本一幸、田辺淳が辞職。後に埼玉県議会議員選挙に立候補。
- 11月7日　議長の陶山憲秀が死去。
- 12月4日 - 朝霞市議会議員選挙投開票。定数24。投票率34.64％。みんなの党が議席を獲得。同党の松下昌代がトップで当選した。

選挙後、会派は進政会を離脱した船本祐志、明政会を離脱した須田義博飛、無所属の神谷大輔、みんなの党の松下昌代で絆を結成。
2013年
- 11月27日 - 無会派の獅子倉千代子が明政会に入る。

2015年
- 2月18日　神谷大輔が辞職。後に埼玉県議会議員選挙に立候補。
- 2月28日　石川啓子が辞職。後に埼玉県議会議員選挙に立候補。
- 3月31日　埼玉県議会議員選挙立候補のため、星野文夫が自動失職により退職。
- 12月6日 - 朝霞市議会議員選挙投開票。定数24。投票率34.09％。議長を務めた利根川仁志がトップで当選した。諸派ではNHKから国民を守る党（新人）、日本を元気にする会（現職）、維新の党（現職）が議席獲得。

選挙後、会派は保守系進政会、明政会が解消し、新人5人全員を加え輝政会を結成。輝政会は、自民党籍のほか、民主党、NHKから国民を守る党、維新の党の議員で構成。進政会から離脱した大橋正好と田辺淳が無所属クラブ、小山香と黒川滋が無所属の会を結成。
2019年
- 3月29日　埼玉県議会議員選挙立候補のため、松下昌代が自動失職による退職。
- 4月26日　NHKから国民を守る党の大橋昌信が辞職。のちに参議院議員選挙比例代表に立候補。
- 12月1日 - 朝霞市議会議員選挙投開票。定数24。投票率31.43％。立憲民主党、日本維新の会が議席を獲得。立憲民主党の新人の本田麻希子がトップで初当選した。諸派では、政治団体「オリーブの木」（現・つばさの党）代表の黒川敦彦と事実婚関係にある外山麻貴[3][4][5]が同団体公認で立候補し、16位で初当選した。NHKから国民を守る党（現・みんなでつくる党）公認の原田公成が20位で初当選した[6]。

選挙後、会派は、無所属の会が解消し、新たに黒川滋、本田麻希子で立憲歩みの会が結成。
2020年
- 3月24日　外山麻貴が輝政会に入る。

2022年
- 12月19日 - 富岡勝則市長の与党会派であり、11議席を占める最大会派「輝政会」から7人が離脱し、新会派「あさか未来」を結成した[7]。

2023年
- 2月7日　山下隆昭が辞職。後に県議会議員選挙に立候補。
- 3月24日　市議会本会議で当初予算では初の修正動議が提出。賛成10、反対12で否決。
- 8月25日　佐久間健太が輝政会に入る。
- 9月22日　会派代表者会議において、市議会「市政に関する一般質問」について12月定例市議会から従来の総括質問方式に加え一問一答方式も選択できることに合意。
- 11月4日、朝霞市の「彩夏祭」で花火大会[8]が開かれた際、外山麻貴らは雑踏の中で、1か月後の朝霞市議会議員選挙に向けた街頭演説を行った。外山と同じ「あさか未来」に所属する田原亮が危険なのでやめるよう注意したところ、つばさの党代表の黒川敦彦と外山はこれに反発。田原の自宅に夜間に押しかけ、インターネットでライブ中継し、応対した田原の家族をおびえさせた[9][10]。
- 11月18日　北朝霞駅での参政党の街頭演説に、黒川敦彦はじめつばさの党関係者が妨害。
- 11月26日、朝霞市議会議員選挙が告示。外山陣営の運動員らは駅前を一日中占拠を独占したり、政策とは関係ない他党や宗教団体の非難を長時間続けたり、駅前のエスカレーターで無理やりチラシを渡そうとしたりしため、市選挙管理委員会に複数の市民から苦情が寄せられた[9][10][11]。
- 12月3日 - 朝霞市議会議員選挙執行。定数24。投票率34.60％。立憲民主党現職の本田麻希子が前回選に続いてトップで当選した。諸派では、外山は3位で再選。高堀亮太郎の当選で参政党が議席獲得。NHKから国民を守る党の原田公成は27番目の得票数で落選した[12]。

選挙後、会派輝政会が進政会に改称。あさか未来から外山麻貴が離脱。無所属クラブ、日本共産党が会派を交渉会派を結成できず解消。
- 12月18日 - 市議会定例会が開会。外山らつばさの党関係者は以後、議場の発言を巡り、特定の議員に対して「街宣する」「ロックオンする」などと脅迫まがいな言動を行い始めた[11][13]。

2024年
- 3月19日 - 市民から提出された「朝霞市議会議員の秩序とモラルについて市議会での議論を求める請願」[13]が賛成多数で採択された。採択に反対したのは外山麻貴、田辺淳、石川啓子ら無所属の3人[11][14]。
- 4月16日 - 衆議院東京15区の補欠選挙が公示され、つばさの党幹事長の根本良輔が立候補届を出した。外山も撮影部隊としてつばさの党の他候補への選挙妨害活動に参加した[3]。
- 5月13日、警視庁は公職選挙法225条違反の疑いで黒川が住む朝霞市朝志ケ丘の自宅マンションなど3か所を家宅捜索した[15][16]。同居する外山のパソコンと携帯電話も押収された[4]（のちに黒川、根本良輔、運動員の3人は同法違反容疑で逮捕された）。
- 6月6日 - 「あさか未来」「進政会」「公明党」「立憲・歩みの会」の4会派は、前述の請願が採択されたことを受け、議員のモラルや秩序などを規定した「政治倫理条例」と、議員らが刑事事件などにより逮捕などされた場合、議員報酬の差し止めや支給を停止する「議会の議員の議員報酬等の支給の一時差し止め等に関する条例」の2議案を議員提出する、と発表した[11]。
- 6月10日 - 上記の二つの条例案は賛成多数で可決され、即日、施行された。また、東京15区で起きた妨害行為などに外山が関与していることを示す動画が確認できるほか、外山が自身を「つばさの党の仮の代表」と称して、悪質な妨害行為を現在も正当化しているとして提出された問責決議案も賛成多数で可決された[17]。
- 6月12日　10日の「政治倫理条例」と「議会の議員の議員報酬等の支給の一時差し止め等に関する条例」の2議案への外山の反対討論のなかに、宗教団体、労働組合、他の政党、選挙警備に対する誹謗中傷な9点の問題発言があったとして、懲罰動議が提出。
- 6月14日　本会議での懲罰動議の議題で、本人の弁明として外山が10日の討論で問題発言があったことを認め反省し、発言の取り下げの意向を表明。

同日　懲罰委員会が発足。外山を除く無会派議員含む、全会派から11議員で構成。委員会人事のみ決定。
- 6月19日　外山が11点にわたる発言取り下げの求めを提出。20日に問責決議への弁明においても問題発言があったことを認め、さらに3点の発言取り消しの対象を追加。
- 6月25日　議会外で問題発言を正当化したり、事実関係と異なる発信を続けているとして、議会運営委員会で、外山の発言取り下げの議題化を決定せず。
- 6月27日　全会一致とせず採決を行うことを条件に、議会運営委員会で外山の発言取り下げの議題化が認められ、同日冒頭の市議会で発言取り下げを討論・採決に付された。賛成12、反対10で認められる。

同日　懲罰委員会で懲罰動議が議題化。9点にもわたる問題発言を検証すること、外山の対外的な説明が事実と異なることなどから、十分な検証が必要として、懲罰を決せず、継続審査とした。